# Karasgebergte
Het Karasgebergte of de Karasbergen is een gebergte in het zuidoosten van Namibië. Het gebergte is erg bepalend voor het landschap in de Namibische regio !Karas.
Het Karasgebergte wordt onderverdeeld in het Groot-Karasgebergte (Afrikaans: Groot-Karasberge) in het oosten, dat met de hoogste top Schroffenstein reikt tot een hoogte van 2202 meter, en het westelijker gelegen Klein-Karasgebergte, dat reikt tot een maximale hoogte van ongeveer 1500 meter. Het Karasgebergte is dankzij diepe kloven en steile afgronden deels zeer slecht toegankelijk. Door het gebergte stromen onder andere de rivieren Leeuwrivier, de !Kab en de Gamchab. Op een hoogvlakte ligt de historische stad //Khauxa!nas, gesticht in de prekoloniale tijd.